# Nosophora insignis
Nosophora insignis is een vlinder uit de familie van de grasmotten (Crambidae). De wetenschappelijke naam van de soort is voor het eerst gepubliceerd in 1881 door Arthur Gardiner Butler.
De spanwijdte bedraag 31 tot 35 millimeter.
De soort komt voor in China, Taiwan en Japan.